# Explicit Sk8rok Volume 10
Explicit Sk8rok Volume 10 est un album compilation de musique rock, à tendance skate. Dans le titre, Sk8rok signifie skate-rock car le chiffre 8 se prononce eight en anglais. Il n'a été commercialisé qu'aux États-Unis.

## Titres
1. Verbal Abuse - Still Alive
2. Hemi - Slow Leak
3. Less Is More - Brick
4. Olivelawn - College Volume Pedal
5. The Bone Shavers - Motor Psycho
6. Blunt - Gravity
7. Committed - Real Freedom
8. Proudflesh - Carnage Again
9. Sub Society - 1000 Yards Store
10. Goodbye Gemini - Primal Flow
11. JFA - Get out of my Sandbox
12. White Kaps - Fuck the Cops
13. Wheat Chiefs - Redeem
14. The Faction - Accelerate
15. Swell - Sick Half of a Church
16. The Odd Numbers - She Makes me Shake
17. Dana Lynn - Line Crush
18. The Fuck-Ups - Road Rash Blues
19. Bomb - 19

## Commentaires
Dana Lynn (chanson 17) est le premier nom du groupe Chokebore, avant qu'ils ne prennent leur nom définitif.